# Dichaetomyia nigroscuta
Dichaetomyia nigroscuta este o specie de muște din genul Dichaetomyia, familia Muscidae, descrisă de Richard Mitchell Bohart și J. Linsley Gressitt în anul 1946.
Este endemică în Guam. Conform Catalogue of Life specia Dichaetomyia nigroscuta nu are subspecii cunoscute.